# Filokalia
Filokalia (řecky Φιλοκαλία – „láska ke krásnu“, „krásnolibství“) je antologie náboženských textů pocházejících původně od 28, později 36 pravoslavných autorů 4.–15. století (asketů, pouštních otců), již zkompiloval Nikodémos Hagioreités na Athosu roku 1782.

## Obsah
Kniha popisuje cestu hésychasmu, východokřesťanského mystického směru kladoucího důraz na modlitbu srdce, jež vede ke zření nestvořeného táborského světla božství. Filokalia tak stála u zrodu nového rozšíření tehdy již téměř zapomenutého hésychasmu především na Balkán, na Ukrajinu a do Ruska.

## Slovanský překlad
K velkému rozšíření do zemí Ruského impéria pomohl především překlad do slovanského jazyka. Archimandrita a starec Paisij Veličkovskij (1722–1794) přeložil sbírku (dle Nikodémovy redakce) do církevní slovanštiny. Dílo vyšlo tiskem roku 1793 v Petrohradě pod názvem Dobrotoljubije (Добротолюбие). Do první světové války pak dílo vyšlo v mnoha vydáních, a také v překladu do moderní ruštiny (1877). Český kompletní překlad doposud neexistuje. Je k dispozici slovenský překlad prvního dílu (Filokalia – 1. 590 str., ISBN 978-80-8084-289-5), vydaný Pedagogickou fakultou Katolické univerzity v Ružomberku v roce 2008 (²2016 ISBN 978-80-561-0397-5) a český překlad 1. dílu (Filokalie I., 554 str., ISBN 978-80-7412-310-8), který vydalo olomoucké nakladatelství Refugium v roce 2019.

## Autoři Filokalie
Mezi autory textů zahrnutých do Filokalie patří mj. Antonín Veliký, Evagrius Pontský, Simeon Nový Theolog, Jan z Damašku, Maximos Vyznavač, Řehoř Sinaita, Gregorios Palamas a další.